# Contrasimnia
Contrasimnia là một chi ốc biển, là động vật thân mềm chân bụng sống ở biển thuộc họ Ovulidae.

## Các loài
Các loài thuộc chi Contrasimnia bao gồm:
- Contrasimnia formosana (Azuma, 1972)[2]
- Contrasimnia pagoda (Cate, 1973)[3]
- Contrasimnia xanthochila (Kuroda, 1928)[4]